# Anna Paleologina
Anna Paleologina Kantakuzena, gr. Άννα Καντακουζηνή (zm. 1313) – żona Nicefora I Angelosa, despoty Epiru. 

## Życiorys
Była siostrzenicą Michała VIII Paleologa, pochodziła z rodu Kantakuzenów (córka Jana Kantakuzena i Ireny Eulogii Paleologiny). Jej małżeństwo z Niceforem I miało zapewnić pokojowe stosunki Epiru z Bizancjum. Był przeciwniczką unii lyońskiej. Jej synem był Tomasz Angelos; podczas jego małoletniości sprawowała regencję w jego imieniu. W 1296 odparła próbę zajęcia części terytoriów Epiru podjętą przez Konstantyna Angelosa, władcę księstwa Tesalii. 